# Портелли, Флоранс
Флора́нс Портелли́ (фр. Florence Portelli; род. 23 марта 1978, Аржантёй) — французский политик.

## Биография
С трёхлетнего возраста жила вместе с семьёй в Эрмоне, получила степень магистра публичного права в университете Пантеон-Ассас.
В 18-летнем возрасте возглавила молодёжную организацию Объединения в поддержку республики в департаменте Валь-д’Уаз.
С 2002 по 2004 год являлась парламентским помощником Анри Кю в Национальном собрании, затем до 2015 работала в той же должности у своего отца Юге Портелли и Люсьены Мальоври в Сенате.
В 2014 году избрана мэром Таверни, в котором 25 лет власть оставалась за левыми.
В 2015 году вошла в национальное политическое бюро СНД, затем стала национальным секретарём «Республиканцев» по вопросам культуры.
В декабре 2015 года избрана в региональный совет Иль-де-Франса, 17 декабря стала заместителем председателя фракции республиканцев.
В 2017 году возглавляла президентскую кампанию Франсуа Фийона и парламентскую кампанию республиканцев.
В том же году вступила в борьбу за лидерство в партии «Республиканцы».
10 декабря 2017 года проиграла выборы председателя партии, получив 16,11 % голосов и оставшись на втором месте после победителя — Лорана Вокье, которого поддержали 74,64 % принявших участие в голосовании (9,25 % высказались за Маеля де Калана).
В январе 2018 года Портелли и Маель де Калан, недовольные должностями, которые были им предоставлены в Национальной комиссии по выдвижению кандидатов от партии (эта комиссия также участвует в формировании Политического бюро «Республиканцев»), организовали внутрипартийную «фронду» против авторитарных методов руководства. 25 января 2018 года они провели совместную пресс-конференцию, где Портелли, в частности, заявила:

Если Лоран Вокье — первый сталинист в истории правых, то это будет без меня.
Оригинальный текст (фр.)– Si Laurent Wauquiez est le premier stalinien de l’histoire de la droite, ce sera sans moi
— .

## Семья
Флоранс Портелли — дочь сенатора и мэра Эрмона Юге Портелли. Его родной брат, дядя Флоранс — Серж Портелли — родился в Алжире и в 1969 году, ещё студентом, вступил в Социалистическую партию. Будучи судьёй в Париже, всегда оставался политическим противником своего брата Юге, хотя оба числились жителями Эрмона.